# Pont de la Maye
Le Pont de la Maye (ou le Pont-de-la-Maye) est un faubourg bordelais formant un quartier situé au nord de la commune de Villenave-d'Ornon.

## Caractéristiques
Le Pont de la Maye s'est développé grâce à l’extension des populations bordelaises autour de la commune centre. Son centre constitue l'entrée de ville de Villenave-d'Ornon (notamment grâce à l'arrivée du tramway ici) depuis Bordeaux, rôle renforcé depuis l'extension de la ligne C du tramway de Bordeaux depuis le centre de l'agglomération. Il constitue le principal des trois centres urbains de la commune de Villenave-d'Ornon avec les quartiers du Bourg et de Chambéry en abritant la mairie principale. Le quartier subit une opération, censée s'étendre entre 2018 et 2023, de rénovation et densification dans le prolongement des travaux de requalification de la Route de Toulouse et de création de l'écoquartier Bègles-Terres Sud qui le jouxte au Nord-Est.
|                                            | Croix de Leysotte                              | Commune de Bègles   |
| Commune de Talence                         | Pont de la Maye                                | Lieu-dit d'Hourcade |
| Lieu-dit Bénédigues (Gradignan et Talence) | Quartier Ouest de Villenave-d'Ornon (Chambéry) | Lieu-dit Pontac     |

## Lieux-dits
- Le Béquet
- Le Cros
- Saint-Bris
- La Ferrade (ou La Grande Ferrade)
- Madère
- Haut-Madère
- Bardenac (ou Bardanac)

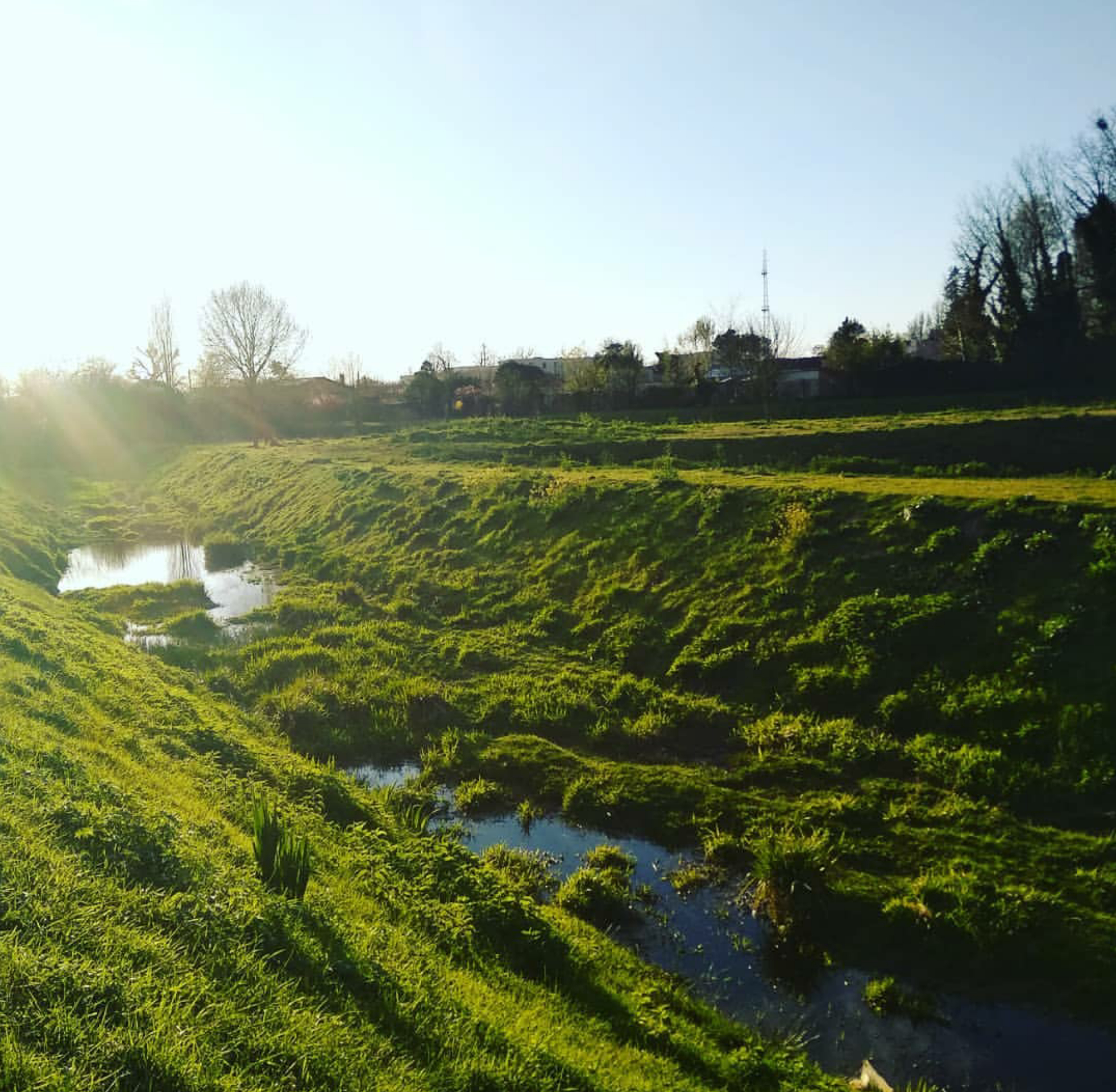
L'Eau Bourde (rivière cestadaise) cheminant au Pont-de-la-Maye près du lieu-dit Madère

- Pont de la Maye (ou Pont-de-la-Maye)
- Sarcignan
- Baugé
- Camparian
- Le Brucat (ou Le Bruca)
- Baret
- Triomphet
- Lassansaa
- Pontac
- Versein

## Histoire

### Moyen Âge
Située sur le tracé de la via Turonensis (Voie de Tours) joignant Paris à Uhart-Mixe, le Pont de la Maye et son église voient passer les pèlerins effectuant le pèlerinage de Saint-Jacques-de-Compostelle passant par ce chemin. Du fait de cette affluence est alors construite une chapelle votive dédiée à Saint James, nom gascon de Saint Jacques (prononcer "Jamm") .

### XIXesiècle
À partir de 1848, la vie municipale est troublée par une longue polémique autour d'une éventuelle scission de Villenave-d'Ornon, créée à la Révolution, en deux entités distinctes. L'une se créant autour de l'église Saint-Delphin au Pont de la Maye et l'autre au bourg.
Dans la seconde moitié du siècle, l’omnibus relie le Pont de la Maye à Bordeaux et le chemin de fer passe en 1855 pour rejoindre Langon, desservant la commune de Villenave-d'Ornon grâce à la gare de Villenave-d'Ornon, située à proximité du quartier du Bourg, choix de localisation indiquant la suprématie de l'époque du quartier du Bourg sur celui du Pont de la Maye. Un champ de manœuvres au Béquet est confié au 18e Corps d’Armée en 1879.
En 1882, une école publique est construite dans le quartier, s'inscrivant dans une politique de construction d'infrastructures publiques dans la commune.

### XXesiècle
En 1917 est de nouveau avancé l'idée de créer une commune du Pont-de-la-Maye à partir de territoires des communes de Villenave-d'Ornon et de Bègles comprenant les quartiers de Sarcignan, Saint-Bris et du Béquet. Les élections municipales de 1919 sont organisées avec une liste du Bourg et une liste du Pont de la Maye. La suppression du partage électoral est acceptée en 1930 par le conseil général. Le Pont de la Maye n'est donc jamais devenu une commune à part entière et fait de nos jours encore partie de Villenave-d'Ornon.

### XXIesiècle
Actuellement la commune compte trois écoles publiques, une école privée et un collège.
Le quartier abrite des institutions publiques : l’Institut national de recherches agronomiques, l'Institut des Sciences de la Vigne et du Vin, une trésorerie publique, un hôtel des postes, un central téléphonique, un centre de secours-pompiers, etc.
Depuis le 2 février 2019, le quartier est desservi par la ligne C du tramway de Bordeaux via la station "Villenave-Centre - Pont de la Maye". Ce dernier est l'une des étapes essentielles à l’émergence du projet urbain nommé "Quartier Agora" principalement situé autour de la Place Aristide Briand dont le but est de créer un centre-ville structuré et commercial au Pont de la Maye tout en constituant l'entrée de ville de Villenave-d'Ornon intra-rocade.